# Sanys umbrigens
Sanys umbrigens är en fjärilsart som beskrevs av Druce. Sanys umbrigens ingår i släktet Sanys och familjen nattflyn. Inga underarter finns listade.